# Женская сборная Словакии по баскетболу 3×3
Женская сборная Словакии по баскетболу 3×3 представляет Словакию на международных соревнованиях по баскетболу 3×3. Управляющим органом является Баскетбольная ассоциация Словакии.
По состоянию на 9 сентября 2024, женская сборная Словакии по баскетболу 3×3 занимает 32-е место в мировом рейтинге ФИБА женских сборных по баскетболу 3×3.

## Результаты выступлений
| Турнир                             | Золото | Серебро | Бронза | Всего |
| ---------------------------------- | ------ | ------- | ------ | ----- |
| Чемпионат мира по баскетболу 3×3   | —      | —       | —      | —     |
| Чемпионат Европы по баскетболу 3×3 | —      | —       | —      | —     |
| Европейские игры                   | —      | —       | —      | —     |
| Итого                              | —      | —       | —      | —     |

### Чемпионат мира по баскетболу 3x3
| Год        | Место          | Игры           | Победы         | Поражения      | Состав команды                                                     |
| ---------- | -------------- | -------------- | -------------- | -------------- | ------------------------------------------------------------------ |
| Афины 2012 | 19             | 5              | 1              | 4              | Pavla Bertovic, Alexandra Riecka, Zuzana Smutekova, Denisa Svarova |
| 2014—н. в. | не участвовали | не участвовали | не участвовали | не участвовали | не участвовали                                                     |

### Чемпионат Европы по баскетболу 3x3
| Год            | Место          | Игры           | Победы         | Поражения      | Состав команды                                           |
| -------------- | -------------- | -------------- | -------------- | -------------- | -------------------------------------------------------- |
| Бухарест 2014  | 6              | 4              | 2              | 2              | Alina Craciun, Andra Haas, Габриэла Мэргинян, Anca Sipos |
| 2016           | не участвовали | не участвовали | не участвовали | не участвовали | не участвовали                                           |
| Амстердам 2017 | 10             | 2              | 0              | 2              | Andra Haas, Соня Урсу-Ким, Габриэла Мэргинян, Anca Sipos |
| 2018—н. в.     | не участвовали | не участвовали | не участвовали | не участвовали | не участвовали                                           |

### Европейские игры
| Год       | Место          | Игры           | Победы         | Поражения      | Состав команды                                                            |
| --------- | -------------- | -------------- | -------------- | -------------- | ------------------------------------------------------------------------- |
| Баку 2015 | 14             | 4              | 0              | 4              | Alexandra Pribulová, Alexandra Riecka, Zuzana Mračnová, Dominika Baburová |
| 2019—2019 | не участвовали | не участвовали | не участвовали | не участвовали | не участвовали                                                            |